# Saint-Eloy (Finisterre)
Saint-Eloy (en bretón Sant-Alar) es una comuna francesa, situada en el departamento de Finisterre, en la región de Bretaña.

## Demografía
| 243 | 236 | 182 | 182 | 138 | 174 |
| Para los censos de 1962 a 1999 la población legal corresponde a la población sin duplicidades (Fuente: INSEE [Consultar]) |     |     |     |     |     |

## Lugares
- Arboretum du Cranou